# CX30 Radio Nacional
CX 30 Radio Nacional, o la treinta, és una emissora de ràdio AM que transmet des de la ciutat de Montevideo. És una de les ràdios mes populars de l'Uruguai, compte en la seva programació amb programes d'interès nacional, polític i social, així com les columnes sindicalistes.

## Els seus primers anys
En 1925, mentre el país commemorava el Centenari de la Declaratòria de la independència, sortia a l'aire per primera vegada CX30 Radio Nacional; la seva impulsora va ser Angélica Silva, qui quatre anys més tard, seriosa la primer dona uruguaiana a sortir a l'aire en una emissora.
En 1939 l'emissora es muda a l'Avinguda 18 de Julio 1764 i allí s'instal·la la primera fonoplatea radial de l'Uruguai.
L'1 de març de 1945 novament decideix mudar-se, aquesta vegada a l'entrepís del Palau Salvo aquest mateix dia, assisteixen a la inauguració d'aquesta segona fonoplatea, el president de la República Juan José de Amézaga i l'ambaixador dels Estats Units William Dawson.
1 d'abril de 1948 es crea l' Organización Radioemisoras Orientales S.A qui prendria l'usdefruit de CX 30 Radi Nacional, CXA 30 Radio Nacional i CX46 Radio America.
En la dècada del 60 les presències rioplatenques, les orquestres, els radioteatres, com les transmissions esportives, així com les internacionals, van ser de les mes destacades en la programació del dial.

### Nova Etapa

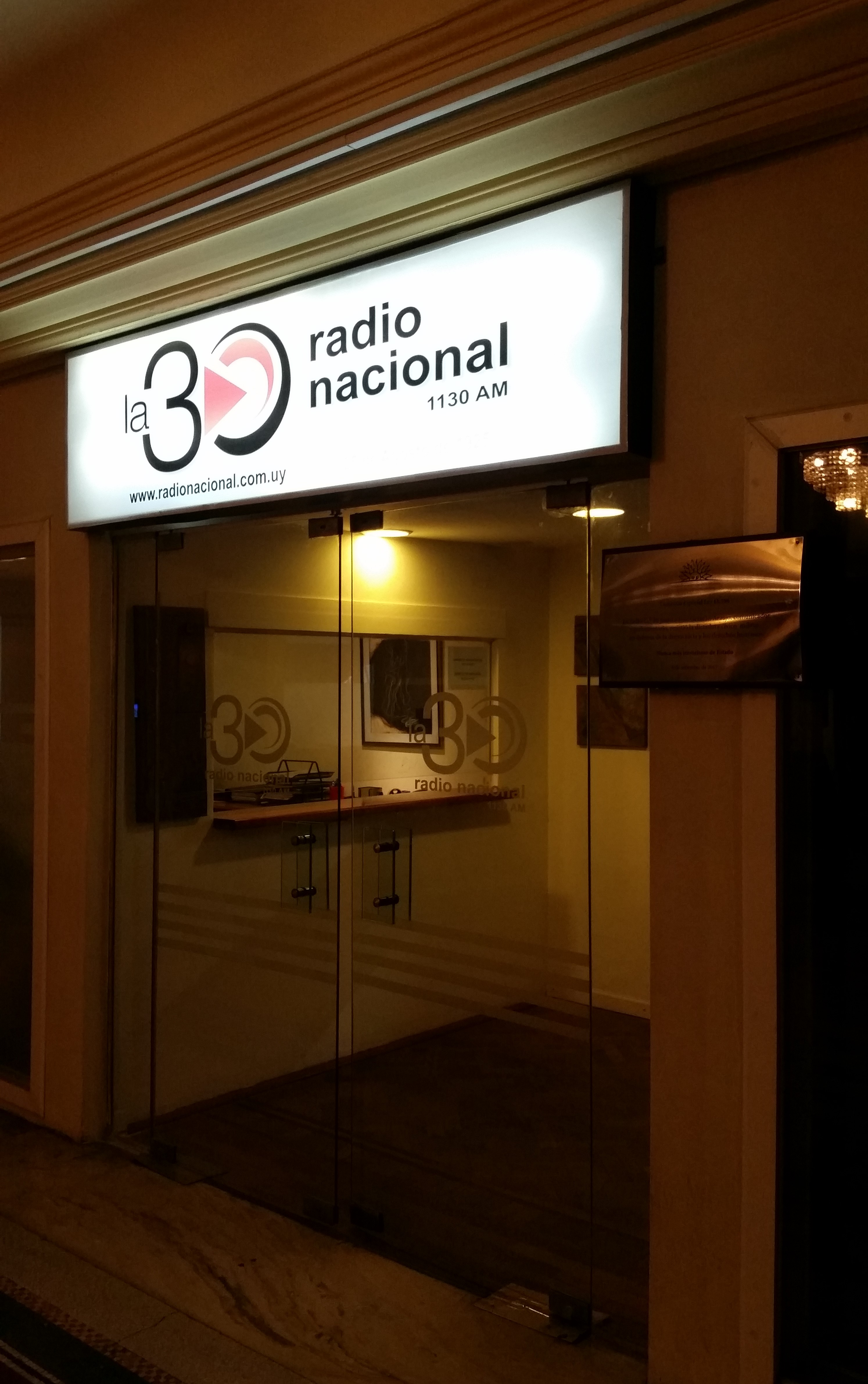
Estudis de Radio Nacional, s l'entrepís del Palau Salvo, pot observar-se la placa recordatòria al costat de la porta principal.

Al febrer de 1973 Germán Araújo es fa càrrec de la ràdio durant nou dies abans del cop militar, en aquests dies decideix cancel·lar i traslladar a Radio América tota la programació per a comptar amb una programació absolutament periodística; aquesta ràdio comença la seva nova etapa el 2 de maig d'aquest mateix any, aquesta etapa portaria problemes i prohibicions de part del govern que tres dies més tard d'iniciada decideix prohibir la utilització de la denominació “Radio Nacional” per entendre's que podria confondre's amb una emissora oficial del SODRE; a causa d'aquesta prohibició passa a dir-se “La Radio”.
Aquest any, La Ràdio, tornaria a ser pionera, transmetent per primera vegada a l'Uruguai les seccions del Parlament, això estava prohibit transmetre-ho de forma simultaneja, per això es van instal·lar en l'oficina del senador Wilson Ferreira periodistes amb els seus respectius auriculars davant el parlant del despatx i cadascun d'ells interpretava als diferents legisladors.
El 27 de juny de 1973 es produeix el Cop d'estat i s'inicia un dels períodes mes foscos de la història recent de l'Uruguai. Al setembre La Radio, és sancionada i tanca la seva emissió per una setmana, la sanció va ser per difondre les notícies del cop d'estat a Xile de 1973 i l'assassinat de Salvador Allende. Així i tot, era de les ràdios lideris en audiència.
La ràdio, va complir un rol molt important de resistència durant la dictadura cívico-militar, com també el triomf del no, durant el plebiscit constitucional de l'Uruguai de 1980.

### Clausura i cessament d'emissió
A l'octubre de 1983 el govern de facto aplica una sanció d'advertiment per no radiar l'Himne Nacional, al novembre és clausurada durant trenta dies, Germán Araújo inicia una vaga de fam.
Al desembre novament és clausurada, aquesta vegada aa emetre, per transmetre en viu les convencions del Partit Colorado i del Partit Nacional. La Radio, finalment cessa les seves emissions.
En 1985, deixa d'emetre la seva ona curta, reprenent en 1986.

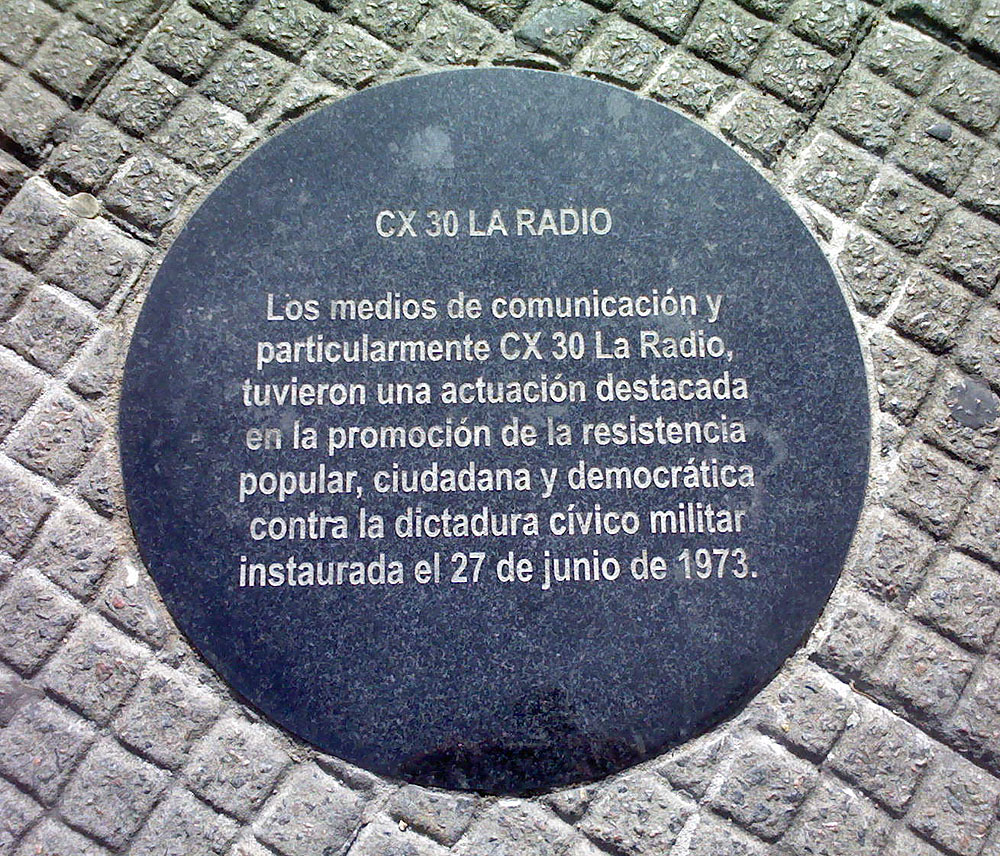
Marca de la Memòria, CX 30 Radio Nacional

### Actualitat
En 1987, els seus anteriors titulars sota la firma de l'Organización de Radios de Interior S.A transfereixen aquestes emissores en favor del conegut periodista Alberto Grille.
El 25 d'agost de 1988, en complir-se 63 anys d'història la ràdio renova els seus equips de transmissió i de muda als estudis de l'Avinguda Agraciada i San Martin.
6 d'agost de 1991 torna novament a l'entrepís del Palau Salvo.
L'agost de 1995 O.R.O.S.A, és transferida a PORTEN S.A, aquesta ultima sàrria qui gestioni Radio Nacional.
L'any 2014 es col·loca sobre la passiva del Palau Salvo una marca de la memòria que homenatja Radio Nacional, per la seva lluita i defensa de la Democràcia.
En 2017 la nova Ràdio Nacional va inaugurar els seus nous estudis que porten el nom de «Germán Araújo». Renovant també el seu grilla de programació, comptant també amb destacats periodistes i comunicadors.

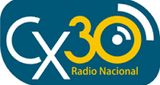
Logo de "la Radio" durant la Dictadura Cívico Militar

## Programació
| Hora  | Dilluns             | Dimarts                   | Dimecres                | Dijous              | Divendres                 | Dissabte                     | Diumenge              |
| ----- | ------------------- | ------------------------- | ----------------------- | ------------------- | ------------------------- | ---------------------------- | --------------------- |
| 5:00  | Org. Brayam Int.    | Org. Brayam Int.          | Org. Brayam Int.        | Org. Brayam Int.    | Org. Brayam Int.          |                              |                       |
| 6:00  | Agro y Mercado      | Agro y Mercado            | Agro y Mercado          | Agro y Mercado      | Agro y Mercado            |                              |                       |
| 7:00  | La Red de la 30     | La Red de la 30           | La Red de la 30         | La Red de la 30     | La Red de la 30           |                              |                       |
| 8:00  | La Red de la 30     | La Red de la 30           | La Red de la 30         | La Red de la 30     | La Red de la 30           | Radio Cabildo Variedades     | Ciclismo              |
| 9:00  | La Red de la 30     | La Red de la 30           | La Red de la 30         | La Red de la 30     | La Red de la 30           | Radio Cabildo Variedades     | Ciclismo              |
| 10:00 | Ciudades Invisibles | Ciudades Invisibles       | Ciudades Invisibles     | Ciudades Invisibles | Ciudades Invisibles       | Radio Cabildo Variedades     | Ciclismo              |
| 11:00 | La voz del Sunca    | La otra campana           | Zona Mayorista          | AUTE                | Crysol                    | Radio Cabildo Variedades     | Ciclismo              |
| 12:00 |                     | Partido Comunista Uruguay | Frente Amplio Canelones | Los Candidatos      | Partido Comunista Uruguay | Banderas de Liber            | Ciclismo              |
| 12:30 | Música              | Música                    | Frente Amplio Canelones | La hora 90          | Música                    | Banderas de Liber            | Ciclismo              |
| 12:45 | La salud en el aire | Partido obrero            | Frente Amplio Canelones | La hora 90          | La salud en el aire       | Banderas de Liber            | Ciclismo              |
| 13:00 | Opina la izquierda  | Opina la izquierda        | Opina la izquierda      | Opina la izquierda  | Opina la izquierda        | Rambla Sur Sindicato del Gas |                       |
| 13:05 | Pipí Cucú           | Pipí Cucú                 | Pipí Cucú               | Pipí Cucú           | Pipí Cucú                 | Rambla Sur Sindicato del Gas |                       |
| 14:00 | El penúltimo café   | El penúltimo café         | El penúltimo café       | El penúltimo café   | El penúltimo café         | La previa del fútbol         | La previa del fútbol  |
| 15:00 | Vivencias           | Vivencias                 | Vivencias               | Vivencias           | Vivencias                 | Fútbol 11 30 en vivo         | Fútbol 11 30 en vivo  |
| 16:00 | Vivencias           | Vivencias                 | Vivencias               | Vivencias           | Vivencias                 | Fútbol 11 30 en vivo         | Fútbol 11 30 en vivo  |
| 17:00 | Juego limpio        | Juego limpio              | Juego limpio            | Juego limpio        | Juego limpio              | Post partido                 | Post partido          |
| 18:00 | Tierra de nadie     | Tierra de nadie           | Tierra de nadie         | Carrera Libre Turf  | Tierra de nadie           | Post partido                 | Post partido          |
| 19:00 | Fútbol 11 30        | Fútbol 11 30              | Fútbol 11 30            | Fútbol 11 30        | Fútbol 11 30              | Bellas bestias               |                       |
| 20:00 | Música Nacional     | Música Nacional           | Música Nacional         | Música Nacional     | Música Nacional           | Bellas bestias               |                       |
| 21:00 | Música Nacional     | Música Nacional           | Música Nacional         | Música Nacional     | Música Nacional           | Ritmo Latino                 | La palabra y el poder |
| 22:00 | Música Nacional     | Música Nacional           | Música Nacional         | Música Nacional     | Música Nacional           | Ritmo Latino                 | La palabra y el poder |
| 23:00 | Música Nacional     | Música Nacional           | Música Nacional         | Música Nacional     | Música Nacional           | Ritmo Latino                 | La palabra y el poder |
| 00:00 | Música Nacional     | Música Nacional           | Música Nacional         | Música Nacional     | Música Nacional           |                              | La palabra y el poder |